# Грбови рејона Ивановске области
Грбови рејона Ивановске области обухвата галерију грбова административних јединица руске области — Ивановске области, са статусом градских округа и рејона, те њихове историјске грбове (уколико их има).
Већина грбова настала је након успостављања Руске Федерације и Ивановске области, као њеног саставног субјекта.

## Грбови округа и рејона
- I — Грб града 
 Иваново
- II — Грб града 
 Вичуга
- III — Грб града 
 Кинешма
- IV — Грб града 
 Кохма
- V — Грб града 
 Тејково
- VI — Грб града 
 Шуја
- 1 — Грб рејона 
 Верхњеландеховски
- 2 — Грб рејона 
 Вичугски
- 3 — Грб рејона 
 Гаврилово-Посадски
- 4 — Грб рејона 
 Заволшки
- 5 — Грб рејона 
 Ивановски
- 6 — Грб рејона 
 Иљински
- 7 — Грб рејона 
 Кињешјемски
- 8 — Грб рејона 
 Комсомолски
- 9 — Грб рејона 
 Лешњевски
- 10 — Грб рејона 
 Лушки
- 11 — Грб рејона 
 Паљешки
- 12 — Грб рејона 
 Пјестјаковски
- 13 — Грб рејона 
 Приволшки
- 14 — Грб рејона 
 Пучешки
- 15 — Грб рејона 
 Родниковски
- 16 — Грб рејона 
 Савински
- 17 — Грб рејона 
 Тејковски
- 18 — Грб рејона 
 Фурмановски
- 19 — Грб рејона 
 Шујски
- 20 — Грб рејона 
 Јужни
- 21 — Грб рејона 
 Јурјевјецки